# İskilip (district)
İskilip is een Turks district in de provincie Çorum en telt 42.476 inwoners (2007). Het district heeft een oppervlakte van 1066,6 km². Hoofdplaats is İskilip.
De bevolkingsontwikkeling van het district is weergegeven in onderstaande tabel.
| 1997   | 2000   | 2007   |
| ------ | ------ | ------ |
| 48.665 | 45.327 | 42.476 |